# Nome du Chacal

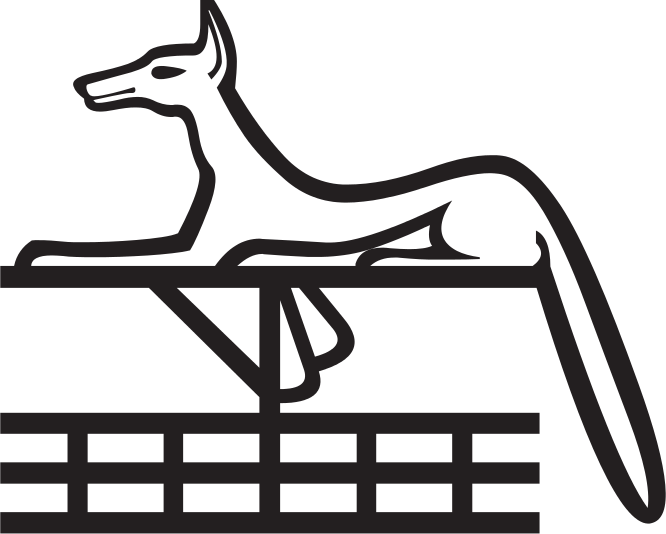
Hiéroglyphe symbole du Nome.

Le nome du Chacal (Jnpw) est l'un des 42 nomes (division administrative) de l'Égypte antique. C'est l'un des vingt-deux nomes de la Haute-Égypte et il porte le numéro dix-sept.

## Géographie

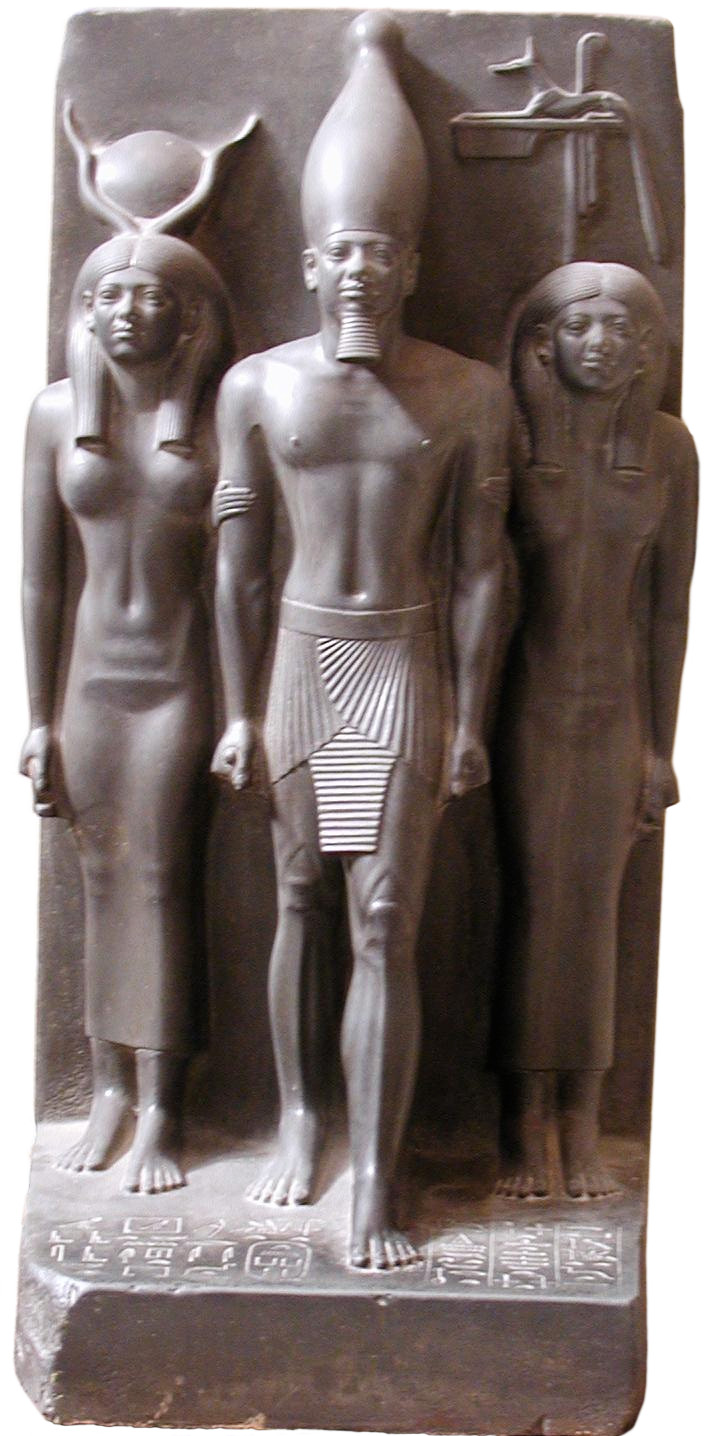
Triade de Mykérinos avec la personnification du nome du Chacal à droite.

Ce nome faisait près de 42 km de long selon la liste des nomes de Sésostris Ier. Les frontières du nome ont semble-t-il évoluées au fil du temps selon Pierre Montet : la partie septentrionale de ce nome a peut-être pendant un temps été limité à la rive occidentale du Nil (notamment au Moyen Empire) avant de s'étendre sur les deux rives, ce qui fait que ce nome était alors bordé au sud par le nome de l'Oryx (16e), au nord par le nome des Deux sceptres (19e) à l'ouest du Bahr Youssouf et par le nome du Faucon aux ailes déployées (18e) à l'est du Bahr Youssouf et peut-être pendant un temps en face du 17e nome lui-même sur la rive orientale du Nil . Selon la carte de Michel Dessoudeix, le nome du Chacal était simplement bordé au sud par le nome de l'Oryx (16e) et au nord par le nome des Deux sceptres (19e) à l'ouest du Nil et par le nome du Faucon aux ailes déployées (18e) à l'est du Nil.

## Histoire
L'histoire du nome est difficile à établir du fait du manque de données. Toujours est-il qu'il est certain que ce nome existait pendant la IVe dynastie comme l'atteste la triade de Mykérinos. La capitale du nome semble avoir changé à un certain moment :
- au cours de la XIIe dynastie, la capitale était Hénou près de Saka comme le montre la liste des nomes de Sésostris Ier[3] ; une inscription de Beni Hassan datée du règne de Sésostris II semble montrer de plus que le nome était situé uniquement sur la rive occidentale du Nil, entre le 16e nome et le 19e nome[4],
- au cours de la période ptolémaïque, la capitale était Hout Nesout comme l'indique une inscription provenant d'Edfou, ville située sur la rive orientale du Nil, ce qui signifie que le nome s'est entretemps étendu sur l'autre rive[4] ; or la ville Hout Nesout est déclaré capitale du XVIIIe nome[5].

## Divinités locales

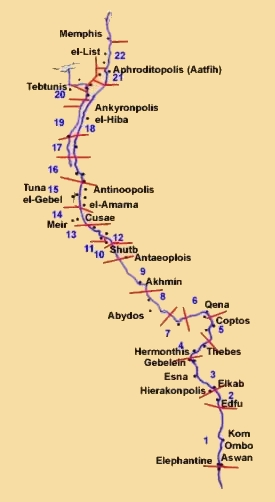
Les nomes de Haute-Égypte

Les dieux principaux du nome sont les suivants :
- Cynopolis : Anubis et les autres membres de la triade de Cynopolis (sa parèdre Anupet et leur fille Qébéhout)[6],
- Saka : Bata[7].

## Lieux principaux
Aucune ville attestée dans les textes n'est située avec certitude sur le terrain :
- Saka,
- Hénou,
- Hordou (Cynopolis) (Hardaï[8] ou Sheikh Fadel[9] aujourd'hui ?)
- Per-Mâiw[10],
- Men-ânkh[10],
- Inesh[10],
- Ta-shenet[9],
- Ta-ouhouy-n-Irys, au nord de Saka et près du désert[9],
- Hout Nesout[4].

Les sites où des éléments archéologiques ont été découverts ; le dernier de ces sites est cependant à partager entre le 17e nome et le 18e nome, les frontières ayant été, semble-t-il, fluctuantes :
- Sheikh Fadel : une stèle en granite et un cimetière de chiens,
- Gebel el-Teir : une tombe de l'Ancien Empire,
- El-Siririya : une chapelle rupestre d'Hathor datée de Mérenptah et des carrières,
- Tehné : de beaux tombeaux de la IVe dynastie ; cimetière de la Basse Époque et un temple romain,
- Kôm el-Ahmar Saouaris : des tombes de la VIe dynastie et un temple de Ptolémée Ier.

Selon Pierre Montet et Michel Dessoudeix, les associations de lieux actuels et de noms égyptiens anciens peuvent être faits avec peu d'assurance :
- El-Kaïs couvrirait les anciennes villes de Saka et Hénou et serait à placer dans le 17e nome uniquement[7],[8],
- Hardaï[8] ou Sheikh Fadel(selon Alan Gardiner[9]) serait Hordou (Cynopolis), les dux sites seraient à placer dans le 17e nome,
- Kôm el-Ahmar Saouaris serait Hout Nesout et serait à placer dans les 17e et 18e nomes selon la période[12],[13].